# ホリデーインタビュー
ホリデーインタビューは、NHKの総合テレビとNHKワールド・プレミアムで、祝日の6:30 - 6:53（JST）に放送されていたインタビュー番組である。1993年4月29日放送開始。

## 概要
全国各局のアナウンサーが、著名人にインタビューする。制作もアナウンサーが行う。
祝日と日曜が重なった場合、及び元日とその振替休日には放送されていない。また、何らかの災害で特別報道体制が組まれた場合は休止となる場合がある。
NHKワールド・プレミアムでは、2008年10月から一部時間帯でのノンスクランブル放送を開始した後も本番組は長らく対象外となっていたが、2011年12月23日（天皇誕生日）放送分からノンスクランブルで視聴可能となった。かつてはNHKワールドTVでも完全英語放送化される前の時代に放送されていた。
2014年4月からはタイトルが『インタビュー ここから』と改題され、現在に至る。
終了時の制作クレジットは、各地の放送局が制作した場合は「制作・著作 NHK | （制作した放送局）」、東京アナウンス室が制作した場合は「制作・著作 NHK」と表示される。

## 放送リスト
| 出演者                                     | 初回放送日     | 聞き手     |
| ------------------------------------------ | -------------- | ---------- |
| 伊福部昭（作曲家）                         | 1999年 1月15日 | 齊藤季夫   |
| 海部宣男（天文学者）                       | 2月11日        | 齊藤季夫   |
| 小林陽太郎（元富士ゼロックス会長）         | 3月22日        | 齊藤季夫   |
| 長沢節（画家）                             | 4月29日        | 齊藤季夫   |
| 斎藤茂太（精神科医）                       | 5月3日         | 齊藤季夫   |
| 天児牛大（舞踏集団 "山海塾" 主宰）         | 5月4日         | 齊藤季夫   |
| 中井貴惠（女優）                           | 5月5日         | 齊藤季夫   |
| マキノ正幸（元芸能学校校長）               | 7月20日        | 齊藤季夫   |
| 若林利光（脳神経外科医）                   | 9月15日        | 齊藤季夫   |
| 藤村俊二（俳優）                           | 9月23日        | 齊藤季夫   |
| 伊達公子（元テニス選手）                   | 10月11日       | 齊藤季夫   |
| 苅谷俊介（俳優・アマチュア考古学者）       | 11月３日       | 齊藤季夫   |
| 村上龍（小説家）                           | 11月23日       | 齊藤季夫   |
| 曽野綾子（作家）                           | 12月23日       | 齊藤季夫   |
| 花柳壽輔（日本舞踊家）                     | 2月11日        | 齊藤季夫   |
| 石井忠（漂着物収集家）                     | 3月20日        | 齊藤季夫   |
| 藤村新一（考古学研究者）                   | 4月29日        | 齊藤季夫   |
| 竹内敏晴（演出家）                         | 5月3日         | 齊藤季夫   |
| 江崎玲於奈（物理学者）                     | 5月5日         | 齊藤季夫   |
| 稲永忍                                     | 7月20日        | 齊藤季夫   |
| ケビン・ショート（文化人類学者）           | 9月15日        | 齊藤季夫   |
| イッセー尾形（俳優）                       | 9月23日        | 齊藤季夫   |
| 富司純子（女優）                           | 10月9日        | 齊藤季夫   |
| 松谷みよ子（児童文学者）                   | 11月3日        | 齊藤季夫   |
| 中村鴈治郎                                 | 11月23日       | 齊藤季夫   |
| 糸井重里（コピーライター）                 | 12月23日       | 齊藤季夫   |
| 松本零士（漫画家）                         | 2001年 1月8日  | 齊藤季夫   |
| 五味太郎（絵本作家）                       | 2月12日        | 齊藤季夫   |
| 大中恩（作曲家）                           | 3月20日        | 齊藤季夫   |
| 山田太一（脚本家）                         | 4月30日        | 清川徹     |
| 藤山直美（女優）                           | 5月3日         | 佐藤誠     |
| 黒川紀章（建築家）                         | 5月4日         | 石井かおる |
| 東ちづる（女優）                           | 5月5日         | 星野豊     |
| 石垣りん（詩人）                           | 7月20日        | （不明）   |
| 若山弦蔵（俳優）                           | 10月7日        | （不明）   |
| 高橋克彦（小説家）                         | 11月3日        | 山本和之   |
| 中嶋悟（元レーシングドライバー）           | 11月4日        | （不明）   |
| 落合恵子（アナウンサー）                   | 11月23日       | 黒田あゆみ |
| 三瀬顕（弁護士）                           | 12月24日       | 野方正俊   |
| 永田萠（絵本作家）                         | 2002年 1月14日 | 二見和男   |
| 財津和夫（シンガーソングライター）         | 2月11日        | 原田徹     |
| 立花隆（ジャーナリスト）                   | 3月21日        | 岸慎治     |
| 増井光子（獣医師）                         | 4月29日        | 新井成吉   |
| 辺見庸（小説家）                           | 5月3日         | 内美登志   |
| 平尾誠二（ラグビー指導者）                 | 5月4日         | 石川洋     |
| 家田荘子（ノンフィクション作家）           | 5月6日         | 藤崎弘士   |
| 中村征夫（写真家）                         | 7月20日        | 飯田紀久夫 |
| 森毅（数学者）                             | 9月16日        | 岸本多万重 |
| 谷村志穂（小説家）                         | 9月23日        | 村上里和   |
| 萩原研二                                   | 10月14日       | 有働由美子 |
| 寺脇研（映画評論家）                       | 11月4日        | 黒田あゆみ |
| Mr.マリック（魔術師）                      | 11月23日       | 本澤一郎   |
| 佐伯美香（ビーチバレー選手）               | 12月23日       | 高橋徹     |
| 重松清（作家）                             | 2003年 1月13日 | 岸慎治     |
| 秋山幸二（野球指導者）                     | 2月11日        | 黒氏康博   |
| 世良公則（ミュージシャン）                 | 4月29日        | 西東大     |
| 加納典明（写真家）                         | 5月3日         | （不明）   |
| オール巨人（お笑い芸人）                   | 5月5日         | 比留木剛史 |
| 橋口譲二（写真家）                         | 7月21日        | 黒田あゆみ |
| 三浦雄一郎（スキー選手）                   | 9月15日        | 横尾泰輔   |
| 佐木隆三（小説家）                         | 9月23日        | 迎康子     |
| 宇梶剛士（俳優）                           | 10月13日       | 村上里和   |
| 辻口博啓（パティシエ）                     | 11月3日        | 塚原泰介   |
| 名嘉睦稔（板画家）                         | 11月24日       | 新井成吉   |
| 田渕久美子（脚本家）                       | 12月23日       | （不明）   |
| 佐渡裕（指揮者）                           | 2004年 1月12日 | （不明）   |
| 島倉千代子（歌手）                         | 2月11日        | 吾妻謙     |
| 平野寿将（料理家）                         | 3月20日        | 荻山恭平   |
| マギー司郎（手品師）                       | 4月29日        | （不明）   |
| 記虎敏和（ラグビー指導者）                 | 5月3日         | （不明）   |
| 森崎和江（詩人）                           | 5月4日         | 鈴木健一   |
| 色川大吉（歴史家）                         | 5月5日         | 本澤一郎   |
| 野沢雅子（声優）                           | 7月19日        | （不明）   |
| 石田衣良（小説家）                         | 9月20日        | 中川緑     |
| キートン山田（声優）                       | 9月23日        | （不明）   |
| 岡本おさみ（作詞家）                       | 10月11日       | （不明）   |
| 梅津栄（俳優）                             | 11月3日        | （不明）   |
| 麿赤兒（舞踏家）                           | 12月23日       | （不明）   |
| 長崎宏子（スポーツコンサルタント）         | 2005年 1月10日 | （不明）   |
| 玉田誠（オートバイ・ロードレースライダー） | 2月11日        | （不明）   |
| 篠原哲雄（映画監督）                       | 3月21日        | 坂本朋彦   |
| 清水義範（小説家）                         | 4月29日        | 恩蔵憲一   |
| 細川たかし（演歌歌手）                     | 5月4日         | （不明）   |
| 山口良治（ラグビー指導者）                 | 5月5日         | （不明）   |
| 近藤典子（アメニティアドバイザー）         | 7月18日        | 徳田章     |
| MAYA MAXX（画家）                          | 9月19日        | （不明）   |
| 小泉武夫（農学家）                         | 9月23日        | （不明）   |
| 米倉斉加年（俳優）                         | 10月10日       | （不明）   |
| 尾方剛（長距離走選手）                     | 11月3日        | 尾方剛     |
| 渡辺美里（歌手）                           | 11月23日       | 今城和久   |
| 半藤一利（作家）                           | 12月23日       | 石澤典夫   |
| ジョン・ギャスライト（タレント）           | 2006年 1月9日  | 三橋大樹   |
| かづきれいこ                               | 2月11日        | （不明）   |
| 堀井学（元スピードスケート選手）           | 3月21日        | （不明）   |
| あさのあつこ（小説家）                     | 4月29日        | （不明）   |
| 長谷川滋利（プロ野球選手）                 | 5月3日         | 藤井彩子   |
| 鎌谷紀雄（横綱）                           | 5月4日         | 塩澤大輔   |
| 中井貴惠（女優）                           | 5月5日         | （不明）   |
| 小松政夫（コメディアン）                   | 7月17日        | 徳田章     |
| 桂三枝（落語家）                           | 9月18日        | 近藤泰郎   |
| 伊奈かっぺい（タレント）                   | 9月23日        | （不明）   |
| 黒部進（俳優）                             | 10月9日        | （不明）   |
| 神田山陽（講談師）                         | 11月3日        | 高山哲哉   |
| 原田雅彦（スキージャンプコーチ）           | 11月23日       | （不明）   |
| 森口博子（歌手）                           | 12月23日       | 比留間亮司 |
| 古謝美佐子（歌手）                         | 2007年 1月8日  | 武田真一   |
| 上川徹（サッカー審判員）                   | 2月12日        | （不明）   |
| 川相昌弘（野球指導者）                     | 3月21日        | （不明）   |
| 南こうせつ（シンガーソングライター）       | 4月30日        | 佐伯真規   |
| 山田久志（野球評論家）                     | 5月3日         | （不明）   |
| 八嶋智人（俳優）                           | 5月4日         | 近藤泰郎   |
| 那須正幹（児童文学作家）                   | 5月5日         | （不明）   |
| 山田満知子（フィギュアスケートコーチ）     | 7月16日        | 塚本貴之   |
| 川本喜八郎（人形美術家）                   | 9月17日        | 本田俊介   |
| 永井一郎（声優）                           | 9月24日        | 澗隨操司   |
| 秋川雅史（テノール歌手）                   | 10月8日        | 鈴木奈穂子 |
| 大橋純子（歌手）                           | 11月3日        | 森田美由紀 |
| 宮本輝（小説家）                           | 11月23日       | 内藤裕子   |
| 中山雅史（サッカー監督）                   | 12月24日       | 田中朋樹   |
| 岡本知高（歌手）                           | 2008年 1月14日 | 大槻隆行   |
| 宮川大助（漫才師）                         | 2月11日        | 堀井洋一   |
| 村井国夫（俳優）                           | 3月20日        | 原田裕和   |
| 吉田秀彦（柔道家）                         | 4月29日        | 村竹勝司   |
| 一条ゆかり（漫画家）                       | 5月3日         | （不明）   |
| 北の富士勝昭（元大相撲力士）               | 5月5日         | 松村正代   |
| 大桃美代子（タレント）                     | 5月6日         | 中尾晃一郎 |
| リリー・フランキー（マルチタレント）       | 7月21日        | 松尾剛     |
| 倉本聰（脚本家）                           | 9月15日        | 森田美由紀 |
| 友近（お笑いタレント）                     | 9月23日        | 永松隆太朗 |
| 川本和久（短距離走選手）                   | 10月13日       | 吾妻謙     |
| 池辺晋一郎（作曲家）                       | 11月3日        | 平野哲史   |
| 間寛平（お笑いタレント）                   | 11月24日       | 和田政宗   |
| 楊逸（小説家）                             | 12月23日       | 内藤裕子   |
| 剣幸（俳優）                               | 2009年 1月12日 | 吉田一貴   |
| うえやまとち（漫画家）                     | 2月11日        | 塩澤大輔   |
| 茂山逸平（狂言師）                         | 3月20日        | 山岡裕明   |
| 紀田順一郎（評論家）                       | 4月29日        | 土方康     |
| 柳本啓成（サッカー選手）                   | 5月4日         | 鏡和臣     |
| 柳葉敏郎（俳優）                           | 5月5日         | 松田利仁亜 |
| 小日向文世（俳優）                         | 5月6日         | 伊藤雄彦   |
| 中島啓江（オペラ歌手）                     | 7月20日        | 吉田真人   |
| 角野栄子（児童作家）                       | 9月21日        | 塚原泰介   |
| ケイコ・リー（ジャズボーカリスト）         | 9月23日        | 斉藤孝信   |
| 石川文洋（報道写真家）                     | 10月12日       | 土橋大記   |
| 村上幸史（やり投げ選手）                   | 11月3日        | 伊奈正高   |
| 弘山晴美（中長距離走選手）                 | 11月23日       | 大嶋貴志   |
| 天龍源一郎（プロレスラー）                 | 12月23日       | 戸部眞輔   |
| 近藤良平（振付師・ダンサー）               | 2010年 1月11日 | 田中秀喜   |
| 佐々岡真司（プロ野球選手）                 | 2月12日        | 横山哲也   |
| 亀山郁夫（ロシア文学者）                   | ４月29日       | 金井直己   |
| 小林研一郎（指揮者）                       | 5月3日         | 片山智彦   |
| 鈴井貴之（俳優）                           | 5月4日         | 南山吉弘   |
| 瀬古利彦（長距離走選手）                   | 5月5日         | 梶原典明   |
| はるな愛（芸能人）                         | 7月19日        | 山本美希   |
| 姜尚中（政治学者）                         | 9月20日        | 富永禎彦   |
| 茂木ヒデキチ（イラストレーター）           | 9月23日        | 古賀一     |
| 田口浩正（俳優）                           | 10月11日       | 柴田拓     |
| 佐々部清（映画監督）                       | 11月3日        | 畠山大志   |
| 小島章司（フラメンコ舞踊家）               | 11月23日       | 飯塚洋介   |
| 我喜屋優（野球選手）                       | 12月23日       | 道谷眞平   |
| 篠井英介（俳優）                           | 2011年 1月10日 | 宮﨑浩輔   |
| 二葉百合子（浪曲師）                       | 2月11日        | 小田切千   |
| 中村宏之（短距離走）                       | 4月29日        | 冨坂和男   |
| 武豊（騎手）                               | 5月3日         | 三浦拓実   |
| 渡辺元智（野球指導者）                     | 5月5日         | 中澤輝     |
| 伊集院静（作家）                           | 7月18日        | （不明）   |
| 金哲彦（陸上競技選手）                     | 9月23日        | 鈴木貴彦   |
| 千昌夫（歌手）                             | 10月10日       | 宮島大輔   |
| 清水宏保（スポーツキャスター）             | 11月3日        | 阪本篤志   |
| 串田和美（俳優・演出家）                   | 11月23日       | 森田洋平   |
| 大倉正之助（能楽師）                       | 12月23日       | 吾妻謙     |
| 辰野勇（登山家）                           | 2012年 1月9日  | 栗田勇人   |
| 宮澤ミシェル（サッカー解説者）             | 2月11日        | 中村慶子   |
| 鳥羽一郎（演歌歌手）                       | 4月30日        | 黒崎めぐみ |
| 吉岡幸雄（染色家）                         | 5月3日         | 山本美希   |
| 宇都宮健児（弁護士）                       | 5月4日         | 永松隆太朗 |
| 齋藤孝（教育学者）                         | 7月16日        | 中山庸介   |
| 阿川佐和子（エッセイスト）                 | 9月17日        | 川崎寛司   |
| 尾木直樹（教育評論家）                     | 9月22日        | 比留木剛史 |
| ヤマザキマリ（漫画家）                     | 10月8日        | 里匠       |
| 浜内千波（料理研究家）                     | 11月3日        | 佐々木彩   |
| 和合亮一（詩人）                           | 11月23日       | 伊藤博英   |
| 石塚真一（漫画家）                         | 12月24日       | 宮島大輔   |
| 為末大（短距離走者）                       | 2013年 1月14日 | 小野塚康之 |
| 石倉三郎（俳優）                           | 2月11日        | 斎藤政直   |
| デーモン閣下（アーティスト）               | 3月20日        | 杉浦圭子   |
| 綿矢りさ（小説家）                         | 4月29日        | 中川緑     |
| 錦織良成（映画監督）                       | 5月3日         | 飯田紀久夫 |
| 萩原智子（元競泳日本代表）                 | 5月4日         | 泉浩司     |
| IKKO（美容家）                             | 5月6日         | 西東大     |
| 里中満智子（漫画家）                       | 7月15日        | 森中直樹   |
| 西のぼる（挿絵画家）                       | 9月23日        | 荒井匡     |
| 是枝裕和（映画監督）                       | 10月14日       | 坂本朋彦   |
| 谷川浩司（将棋棋士）                       | 11月4日        | 小野塚康之 |
| 柴門ふみ（漫画家）                         | 11月23日       | 根岸昌史   |
| 木村庄之助（大相撲行司）                   | 12月23日       | 山田重光   |
| カレイナニ早川（作家）                     | 2014年 1月13日 | （不明）   |

## 関連番組
- ホリデーにっぽん